# Couvent des Capucins de Meudon
Pour les articles homonymes, voir Couvent des Capucins.

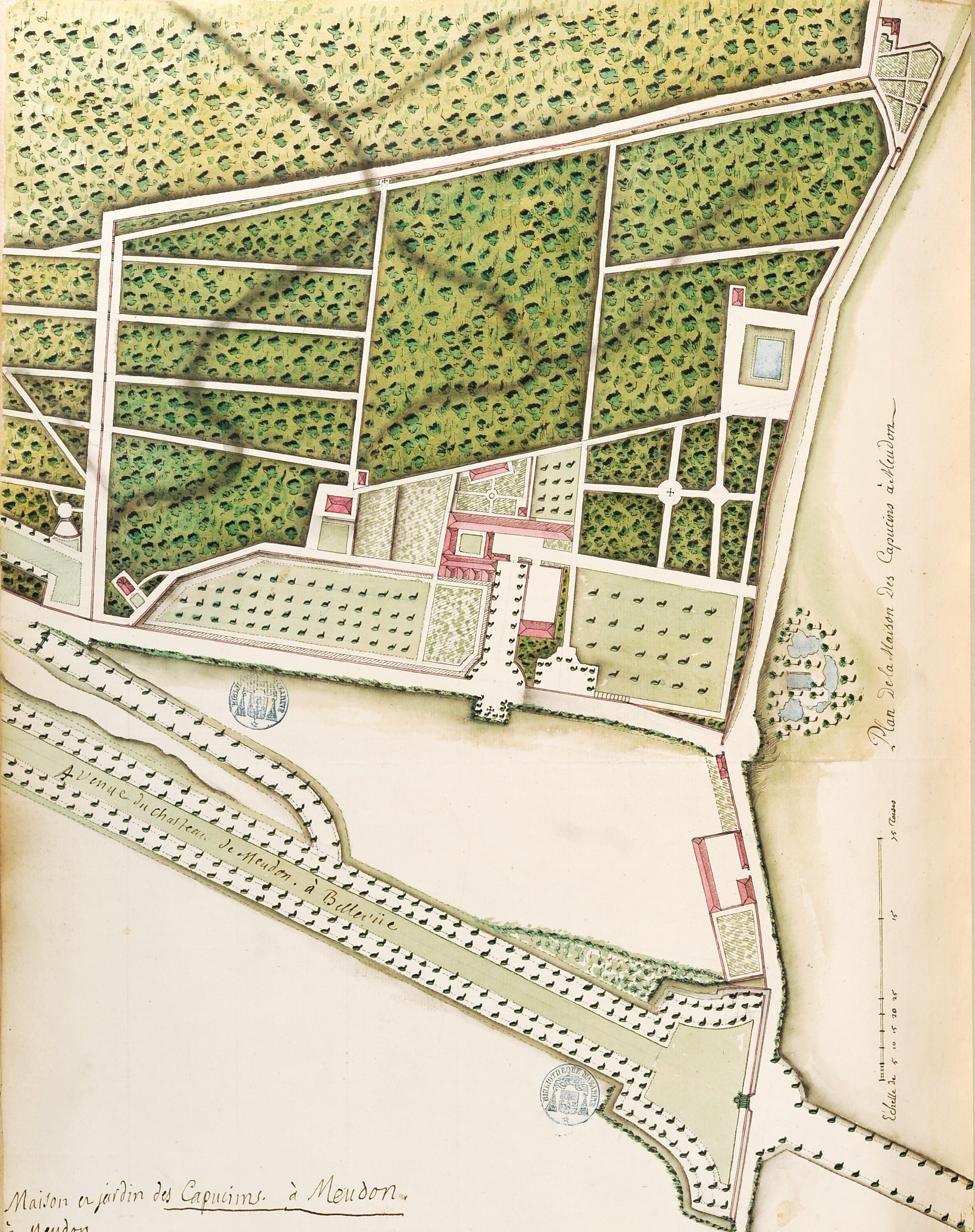
Plan du couvent des Capucins de Meudon, milieu du XVIIIe siècle. Bibliothèque Mazarine.

Le couvent des Capucins de Meudon est un couvent français fondé dans la deuxième moitié du XVIe siècle à Meudon dans l'actuel département des Hauts-de-Seine et disparu durant la Révolution française. Ce fut le premier couvent des Capucins en France.
Il était situé à côté des jardins hauts du château de Meudon, entre la Grande Terrasse de Meudon et le château de Bellevue. La rue des Capucins et la rue de l'Abbaye lui doivent leur nom.
Les frères mineurs capucins forment une branche de l’ordre des religieux franciscains, fondé en Italie par saint François d'Assise, au début du XIIIe siècle. En 1572, ils vinrent en France présentés au roi Henri III de France par Charles de Guise (1524-1574), cardinal de Lorraine, qui les installa dans son domaine de Meudon, dont il était le seigneur.
Joseph du Tremblay (1577-1638), dit le père Joseph, entré en religion en 1599 et ultérieurement surnommé éminence grise de Richelieu, fut le supérieur du couvent des capucins au XVIIe siècle,.